# Clossiana jugurtha
Clossiana jugurtha är en fjärilsart som beskrevs av Hans Fruhstorfer 1909. Clossiana jugurtha ingår i släktet Clossiana och familjen praktfjärilar. Inga underarter finns listade i Catalogue of Life.